# François Petau de Maulette
François Petau de Maulette (né à Maulette le 26 janvier 1742 et mort à Montfort-l'Amaury le 5 octobre 1805), chevalier, est député de la noblesse aux États généraux de 1789. Il fait partie des 44 nobles qui se réunissent au tiers état.

## Biographie

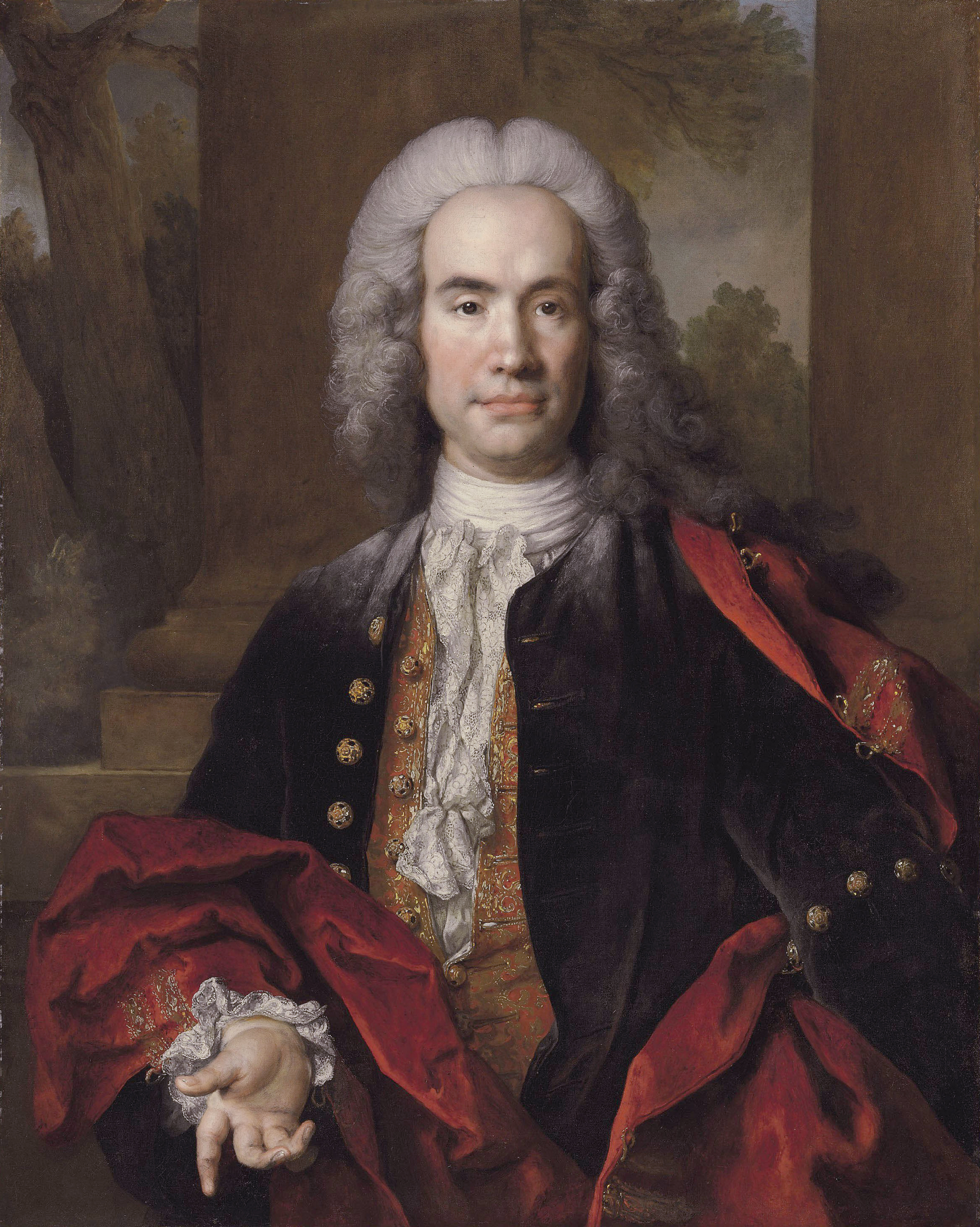
Gaspard Gédéon Pétau, seigneur de Maulette, père de François Petau de Maulette, par Nicolas de Largillierre.

François Petau de Maulette est l'un des fils de Gaspard Gédéon Petau de Maulette (1696-1746), chevalier, seigneur de Maulette et autres lieux, et de Marguerite Thourette, fille d’un commissaire ordinaire de l'artillerie de France. Il devient seigneur de Maulette à la mort de son frère aîné en 1783. Il est mousquetaire.
Petau de Maulette est élu député de la noblesse du bailliages de Montfort-l'Amaury, le 28 mars 1789[réf. incomplète],,[réf. incomplète].
Le chevalier de Maulette affirme la nécessité de tenir compte du Tiers état, ce que bien des élus nobles contestent. Le Tiers état et les députés réformistes de la noblesse et du clergé réclament le vote par tête. L'un des premiers de son ordre, il se réunit à la chambre des communes, dont il ne se sépare dans aucune circonstance. Il fait effectivement partie de la minorité composée de 44 députés nobles qui se détache, le 25 juin, de la chambre des Nobles pour se réunir au Tiers état constitué en Assemblée nationale.
Il est commandant en second de la garde nationale de Montfort-l'Amaury.[réf. nécessaire] Du temps de la Terreur, une liste de nobles est établie à Montfort-l'Amaury, sur laquelle il figure avec ses frères. L’un d’eux est guillotiné.[réf. nécessaire]
Il repose dans la chapelle familiale du cimetière de Montfort-l'Amaury.

### Hommage
Une rue de Montfort-l'Amaury porte son nom.

## Sources
- « François Petau de Maulette », dans Adolphe Robert et Gaston Cougny, Dictionnaire des parlementaires français, Edgar Bourloton, 1889-1891 [détail de l’édition]